# Illa Séverni
L'illa Séverni o illa del Nord (rus: Се́верный о́стров, Séverni óstrov) és una illa àrtica russa, la més septentrional de l'arxipèlag de Nova Terra. Històricament havia estat anomenada Lütke Land després que Fiódor Litke l'explorés. Es troba aproximadament 400 km al nord del continent. Té una superfície de 48.904 km², cosa que la converteix en la 30a illa més gran del món. El punt mes alt és el Mont Krusenstern, situat a la banda occidental del casquet glacial. L'illa forma part del Parc Nacional Àrtic Rus.
L'illa Séverni està separada de l'illa Iujni per l'estret estret de Màtotxkin. El quaranta per cent de l'illa està coberta pel casquet glacial de l'illa, la glacera més gran per superfície i volum d'Europa. Són nombroses les glaceres a l'illa. El cap Flissingski n'és el punt més oriental.
Entre 1958 i 1961 el cap Sukhoi Nos, situat a l'extrem sud de l'illa, va ser utilitzat per fer diverses proves nuclears. El 30 d'octubre de 1961 la prova de la bomba d'hidrogen Tsar va destruir tots els edificis del poble de Séverni, situat a 55 quilòmetres de la zona zero de Sukhoi Nos. La Bomba Tsar és l'arma nuclear més poderosa detonada i l'explosió antròpica més gran de la història de la humanitat. Tenia un rendiment de 50 megatones de TNT, reduït des del seu rendiment màxim de 100 megatones. Séverni és la seu d'una base de l'exèrcit rus i té un port.
Hi ha una estació meteorològica al cap Jelània, el punt més septentrional de l'illa.